# 舵鲣属
舵鲣属（Auxis）又称花鲣属是鲭科、金枪鱼族的一属。 该属的鱼类通常在英语中统称为“frigate tunas”（军舰金枪鱼），是组成金枪鱼族中的五大属之一。

## 物种
舵鲣属现存 4种，以前被认为是 2 个多型种（polytypic species），每个种有两个亚种。 2021年，韩国挖掘出了已灭绝的朝鲜舵鲣（Auxis koreanus）的化石，化石时期位于新近纪。 
- 短轴舵鲣 Auxis brachydorax Collette & Aadland, 1996
- 尤多拉舵鲣 Auxis eudorax Collette & Aadland, 1996
- 圆舵鲣 Auxis rochei Risso, 1810 又称：双鳍舵鲣或圆花鲣，英文：bullet tuna
- 扁舵鲣 Auxis thazard Lacépède, 1800 又称：扁花鲣，英文：frigate tuna

### 灭绝物种
- †朝鲜舵鲣 Auxis koreanus Nam et al., 2021[1]

## 描述
舵鲣的长度可达50-65cm（20-26英寸）。它们具有强健的梭形身体和尖锐的头部。牙齿小并呈现圆锥形。两个背鳍之间有较宽的缝隙。胸鳍短。它们的背部呈深蓝黑色，头顶可能是深紫色或几乎是黑色。腹部呈白色，没有条纹或斑点。

## 分布
舵鲣广泛分布于所有的热带地区和亚热带海洋，上述两种物种及其亚种（扁舵鲣和圆舵鲣）均存在于地中海。

## 生态
该属物种是美国东海岸远洋鱼类的主要猎物。 

## 食用价值
在日本，该属的两个物种被称为sōdagatsuo  ，这也是常见的属名。在日本料理中，这些鱼被加工成，是一种与木鱼丝非常相似的食品，虽然在高级餐厅中并不常用，也不作为调味品，但在更经济实惠的大众餐饮场所（例如荞麦面店）中，它们被用作鱼汤的原料。
虽然新鲜的鱼可以做成生鱼片或烤鱼吃，但是它含有很多深红色的肉，所以它的价值比类似的鲣鱼要低得多。而且它的腐烂速度，所以市场发货量有限。在这两者之中，扁舵鲣被认为是更优质的。

## 化石记录

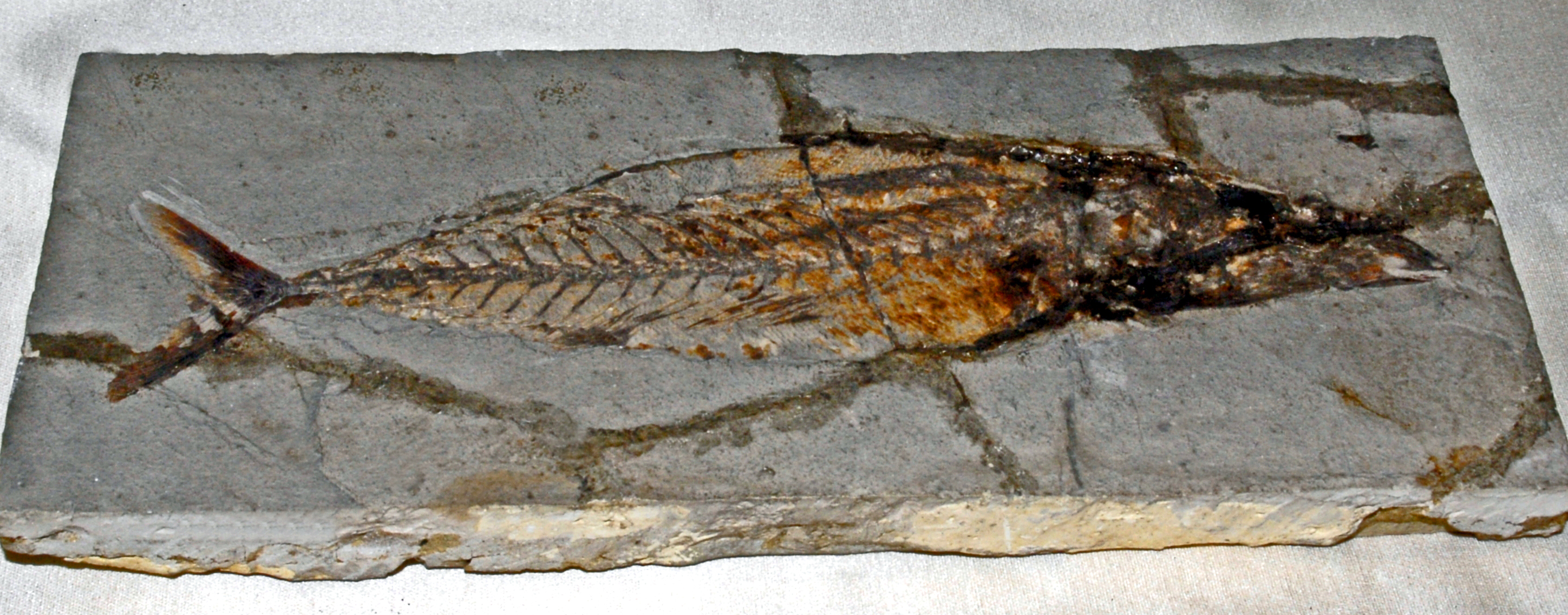
博尔卡山的Auxis propterigius化石

舵鲣属的化石曾在韩国的中新世以及意大利和美国的上新世被发现（年代：1500万 至 360万年前）。